# Grigori Walerjewitsch Panin
Grigori Walerjewitsch Panin (russisch Григорий Валерьевич Панин; * 24. November 1985 in Karaganda, Kasachische SSR) ist ein russischer Eishockeyspieler, der seit Juli 2017 bei Salawat Julajew Ufa in der Kontinentalen Hockey-Liga unter Vertrag steht.

## Karriere
Grigori Panin begann seine Karriere 2003 beim russischen Zweitligisten ZSK WWS Samara. 2004 wechselte der Verteidiger zum HK Lada Toljatti. Mit seinem jetzigen Verein Ak Bars Kasan, bei dem er seit 2008 unter Vertrag steht, gewann der Verteidiger 2008 den IIHF Continental Cup, sowie 2009 und 2010 mit dem Gagarin-Pokal die Meisterschaft der KHL.
In den Spielzeiten 2012/13 und 2013/14 verlor er seinen Stammplatz in der Verteidigung und kam nur noch unregelmäßig zum Einsatz, so dass sein Vertrag 2014 nicht mehr verlängert wurde und Panin zum HK ZSKA Moskau wechselte.

### International
Für Russland nahm Panin an der U20-Junioren-Weltmeisterschaft 2005 teil, bei der er zu sechs Einsätzen kam und eine Torvorlage zum Silbermedaillengewinn der russischen Auswahl beisteuerte.

## Erfolge und Auszeichnungen
- 2005 Silbermedaille bei der U20-Junioren-Weltmeisterschaft
- 2008 IIHF-Continental-Cup-Gewinn mit Ak Bars Kasan
- 2009 Gagarin-Pokal-Gewinn mit Ak Bars Kasan
- 2010 Gagarin-Pokal-Gewinn Ak Bars Kasan

## KHL-Statistik
(Stand: Ende der Saison 2018/19)